# Absolvo te
Absolvo te (litt. « Je vous absous ») est un téléroman québécois en treize épisodes de 25 minutes en noir et blanc diffusé entre le 4 juillet et le 26 septembre 1962 à la Télévision de Radio-Canada

## Fiche technique
- Scénarisation : Jean-Robert Rémillard[1]
- Réalisation : Jean Dumas
- Société de production : Société Radio-Canada

## Distribution
- Claude Léveillée : Abbé Gravel[2]
- Ovila Légaré : Curé Fulgence Denormanville
- Margot Campbell : Gaby Phaneuf
- Pierre Giboyau : Nicolas Stompanini
- Charlotte Boisjoli : Simone Cardin
- Yves Létourneau : Frédéric Meilleur
- Marina Gantes : Carlotta Kingsley
- Nicole Filion : Jeanne Meilleur
- Paul Berval : Mulot Lafleur
- Jacques Bilodeau : Ronald
- Claude Blanchard : Buddy
- Andrée Boucher : Ginette
- Pat Gagnon : Pierrot
- Paul Hébert : Léopold Cardin
- Marthe Nadeau : Sophira
- Gérard Poirier : Dr Paul
- Andrée Saint-Laurent : Pascale Renaud